# L'Été où je suis devenue jolie
L'Été où je suis devenue jolie (The Summer I Turned Pretty) est une série télévisée américaine créée par Gabrielle Stanton et diffusée depuis le 17 juin 2022 sur Prime Video.
Il s'agit de l'adaptation de la série de romans du même titre, L'Été où je suis devenue jolie (en) de Jenny Han paru en 2009.
La réalisation des épisodes est assurée par diverses personnes, dont Zoe Cassavetes, Jesse Peretz, Isabel Sandoval et Sophia Takal.

## Synopsis
Depuis petite, Isabel Conklin, surnommée Belly, passe tous ses étés à Cousin's Beach avec sa mère et son frère aîné, ainsi que la meilleure amie de sa mère et ses fils. Mais cet été, l’année de ses 16 ans, Belly fait de nouvelles expériences. Elle se fait de nouveaux amis, mais aussi découvre ce que c’est que d’être amoureuse, et la tristesse qu’une peine de cœur peut engendrer. Car entre Conrad et Jeremiah, tout ce qu’elle a construit jusque-là semble s’écrouler !

## Distribution

### Acteurs principaux
- Lola Tung (VF : Kaïna Blada) : Isabel « Belly » Conklin
- Rachel Blanchard (VF : Nathalie Spitzer) : Susannah Fisher
- Jackie Chung (en) (VF : Nayéli Forest) : Laurel Park
- Christopher Briney (en) (VF : Damien Le Délézir) : Conrad Fisher
- Gavin Casalegno (VF : Gabriel Bismuth-Bienaimé) : Jeremiah Fisher
- Sean Kaufman (VF : Léo Faure) : Steven Conklin
- Alfredo Narciso (en) (VF : Julien Meunier) : Cleveland Castillo
- Kyra Sedgwick : Julia (saison 2)
- Elsie Fisher (VF : Lou Viguier) : Skye (saison 2)
- Minnie Mills (VF : Anne-Sophie Nallino) : Shayla (saison 1)

### Acteurs secondaires
- Rain Spencer (en) (VF : Eline Gallard) : Taylor
- Summer Madison (VF : Mélissa Bérard) : Nicole
- David Iacono (VF : Geoffrey Loval) : Cam
- Colin Ferguson (VF : Swan Demarsan) : John Conklin
- Tom Everett Scott (VF : Damien Boisseau) : Adam Fisher

 Source et légende : version française (VF) sur RS Doublage

## Production

### Développement
Le 8 février 2021, Amazon a commandé huit épisodes. La série est basée sur le roman du même titre de 2009 de Jenny Han. Les producteurs exécutifs sont Gabrielle Stanton, Karen Rosenfelt, Nne Ebong et Hope Hartman.
Le 8 juin 2022, avant la première de la série, Amazon a renouvelé la série pour une deuxième saison. La première saison est mise en ligne le 17 juin 2022 sur Prime Video.
Les trois premiers épisodes de la deuxième saison sont mis en ligne le 14 juillet 2023 sur Prime Video. Un nouvel épisode est diffusé chaque vendredi jusqu'au 18 août.
En août 2023, la série a été renouvelée pour une troisième saison,, qui se composera de onze épisodes. Il n'y aura pas de quatrième saison pour terminer la série. 

### Casting
Le 28 avril 2021, Lola Tung, Rachel Blanchard, Jackie Chung et Christopher Briney ont été choisis comme acteurs principaux de la série. En juillet 2021, Gavin Casalegno, Sean Kaufman, Minnie Mills et Alfredo Narciso ont rejoint la distribution principale, tandis que Summer Madison, David Iacono, Rain Spencer, Colin Ferguson et Tom Everett Scott ont obtenu des rôles récurrents.
Le 31 août 2022, Kyra Sedgwick et Elsie Fisher ont été choisies pour des rôles récurrents pour la deuxième saison. Le 20 avril 2023, Minnie Mills a annoncé qu'elle avait quitté la série avant la deuxième saison.

### Tournage
Le tournage de la première saison a eu lieu en 2021, à Wilmington, en Caroline du Nord, notamment à Carolina Beach, et à Fort Fisher.
Le tournage de la deuxième saison a commencé en juillet 2022 et s'est terminé en novembre.

## Épisodes

### Première saison (2022)
1. Maison d'été (Summer House)
2. Robe d'été (Summer Dress)
3. Nuits d'été (Summer Nights)
4. Chaleur d'été (Summer Heat)
5. Flirt d'été (Summer Catch)
6. Vagues d'été (Summer Tides)
7. Amour d'été (Summer Love)

### Deuxième saison (2023)
1. Amour perdu (Love Lost)
2. Scène d'amour (Love Scene)
3. Maladie d'amour (Love Sick)
4. Les Jeux de l'amour (Love Game)
5. L'Amour fou (Love Fool)
6. Le Festin de l'amour (Love Fest)
7. Histoire d’amour (Love Affair)
8. L'Amour à trois (Love Triangle)

### Troisième saison (2025)
Note : Pour les informations de renouvellement voir la section Production.
1. Dernière saison (Last Season)
2. Dernier Noël (Last Christmas)
3. Dernier dîner (Last Supper)
4. Dernière solution (Last Stand)
5. Dernière danse (Last Dance)
6. Dernier nom de famille (Last Name)
7. Dernière ligne droite (Last Hurrah)

Cette saison de onze épisodes, qui sera la dernière, est prévue pour le 16 juillet 2025.

## Romans
1. L'Été où je suis devenue jolie, Albin Michel, 2011 ((en) The Summer I Turned Pretty, 2009), écrit par Jenny Han
2. L'été où je t'ai retrouvé, Albin Michel, 2011 ((en) It's Not Summer Without You, 2010), écrit par Jenny Han
3. L'Été devant nous, Albin Michel, 2012 ((en) We'll Always Have Summer, 2011), écrit par Jenny Han

## Accueil
Après les débuts de la série, les trois livres The Summer I Turned Pretty sont montés en flèche dans les trois premières places de la liste des meilleures ventes d'Amazon, avec le deuxième livre, It's Not Summer Without You, atteignant le numéro un. Les artistes dont la musique est utilisée dans l'émission ont également vu une augmentation des flux, des ventes et des abonnés, certains enregistrant une augmentation allant jusqu'à 6 000 % des ventes de chansons. Le septième album studio de Taylor Swift, Lover, a refait surface dans les ventes et le streaming, et a également réintégré le top 40 du classement Billboard 200, après que trois de ses chansons, Cruel Summer, Lover et False God - ont été utilisées dans la série. La série a également eu une portée massive sur les réseaux sociaux, avec le hashtag #TheSummerITurnedPretty accumulant plus de 1,3 milliard de vues sur TikTok. Il a généré plus de 107 000 messages mondiaux au cours du week-end de lancement et 725 millions d'impressions potentielles sur toutes les plateformes, selon l'agence d'analyse sociale DMS.